# Kris Commons
Pour les articles homonymes, voir Commons.
Kristian Arron Commons (né le 30 août 1983 à Mansfield, Angleterre) est un footballeur écossais qui évolue dans le club écossais du Celtic. Il joue en tant que milieu offensif.

## Biographie

### Parcours en club
- 2001-2004 : Stoke City -  Angleterre
- 2004-2008 : Nottingham Forest -  Angleterre
- 2008-jan. 2011 : Derby County -  Angleterre
- depuis jan. 2011 : Celtic -  Écosse

### Parcours en sélection
Il compte huit sélections pour deux buts marqués depuis 2008.

## Style de jeu
Du haut de son 1,69 m, Kris Commons bénéficie de son centre de gravité très bas pour crocheter ses adversaires. Son pied gauche est fulgurant, et il n'a besoin que de quelques minutes sur le terrain pour trouver les lucarnes adverses. Ainsi, il détient le but le plus rapide de l'histoire de la Scottish Premier League, inscrit après seulement 12 secondes face à Aberdeen.

## Palmarès
- Celtic
  - Champion d'Écosse : 2012, 2013, 2014, 2015 et 2016
  - Vainqueur de la Coupe d'Écosse : 2011 et 2013
  - Vainqueur de la Coupe de la Ligue écossaise en 2015.

### Personnel
- 2008 Membre de l'équipe type de Football League One en 2008.
- Membre de l'équipe-type de Scottish Premier League en 2014